# Žučne kiseline
Žučne kiseline su steroidi s 24 C-atoma. 
To su hidroksilni derivati matične kolanske kiseline. Stvaraju se u jetri iz kolesterola i imaju važnu ulogu pri probavi masti. Utječu na topivost kolesterola u žuči i stimuliraju lučenje jetrene žuči u žučni mjehur. U žuči se nalaze u mnogo većoj koncentraciji nego u plazmi. 
U jetri se sintetiziraju tzv. Primarne žučne kiseline, kolna i henodezoksi kolna kiselina, iz kojih u crijevu djelovanjem crijevnih bakterija nastaju sekundarne žučne kiseline, desoksilna i litokolna kiselina. Biosinteza žučnih kiselina u jetri započinje hidroksilacijom kolesterola na C-7 atomu. Nakon toga se prsten reducira i dolazi do epimerizacije u C-3. položaju ( kao intermedijer nastaje keton ). Nakon redukcije, a djelomično i nakon hidroksilacije na C-12. polozaju dolazi do oksidativnog skracenja postranog lanca: krajnja se metilna grupa hidroksilira i oksidira u karboksilnu te skrati mehanizmom beta oksidacije. Nastale slobodne žučne kiseline zatim se aktiviraju s adenozin trifosfatom (ATP) i koenzimom A te vezu s glicinom ili taurinom preko njihovih NH2 grupa. 
Konjugirane žučne kiseline s putem žuči izlučuju iz jetre u žučni mjehur, gdje se ukoncentriraju, tako se snizi vrijednost pH žuči od 7,5 na oko 6. Soli žučnih kiselina izlučuju dalje u tanko crijevo gdje prelazi u sekundarne žučne kiseline. Dio žučnih kiselina zajedno s oslobođenim masnim kiselinama se ponovo resorbira kroz crijevnu sluznicu te se eterohepatičnom cirkulacijom, portalnim krvotokom vraćaju u jetru. U jetri se ponovo hidroksiliraju u primarne zučne kiseline i izlučuju u žuč. Drugi dio žučnih kiselina, nakon dekonjugacije u kolonu, izlučuju se stolicom iz tijela. Dnevno se to izlučuje 120-225 mg žučne kiseline.